# 13-hidroksidokozanoat 13-b-glukoziltransferaza
13-hidroksidokozanoat 13-b-glukoziltransferaza (EC 2.4.1.158, 13-glukoziloksidokozanoat 2'-beta-glukoziltransferaza, UDP-glukoza:13-hidroksidokozanoinska kiselina glukoziltransferaza, uridin difosfoglukoza-hidroksidokozanoat glukoziltransferaza, UDP-glukoza-13-hidroksidokozanoat glukoziltransferaza) je enzim sa sistematskim imenom UDP-glukoza:13-hidroksidokosanoat 13-beta--glukoziltransferaza. Ovaj enzim katalizuje sledeću hemijsku reakciju
UDP-glukoza + 13-hidroksidokosanoat {\displaystyle \rightleftharpoons } UDP + 13-beta--glukoziloksidokosanoat
13-beta-D-glukoziloksidokosanoat takođe može da deluje kao akceptor. Kod Candida bogoriensis dolazi do formiranja ekstracelularnog glikolipida, hidroksidokosanoat soforozidnog diacetata.

## Literatura
- Nicholas C. Price; Lewis Stevens (1999). Fundamentals of Enzymology: The Cell and Molecular Biology of Catalytic Proteins (Third изд.). USA: Oxford University Press. ISBN 019850229X.
- Eric J. Toone (2006). Advances in Enzymology and Related Areas of Molecular Biology, Protein Evolution (Volume 75 изд.). Wiley-Interscience. ISBN 0471205036.
- Branden C; Tooze J. Introduction to Protein Structure. New York, NY: Garland Publishing. ISBN 0-8153-2305-0.
- Irwin H. Segel. Enzyme Kinetics: Behavior and Analysis of Rapid Equilibrium and Steady-State Enzyme Systems (Book 44 изд.). Wiley Classics Library. ISBN 0471303097.

## Spoljašnje veze
- 13-hydroxydocosanoate+13-beta-glucosyltransferase на 